# 古斯塔夫·费恩
古斯塔夫·费恩（德语：Gustav Fehn，1892年2月21日－1945年6月5日）是二战期间的德国将领。
古斯塔夫·费恩于1942年11月至1943年1月在非洲军服役，1943年7月至8月在第76装甲军服役，1943年10月至1944年7月在第21军服役，然后在巴尔干半岛的第15山地军服役，直到他向南斯拉夫游击队投降，他于1945年6月5日未经审判便被枪决。

### 引用
1. ↑  Scherzer 2007, p. 303.

### 文献
- Scherzer, Veit.  [The Knight's Cross Bearers 1939–1945 The Holders of the Knight's Cross of the Iron Cross 1939 by Army, Air Force, Navy, Waffen-SS, Volkssturm and Allied Forces with Germany According to the Documents of the Federal Archives]. Jena, Germany: Scherzers Militaer-Verlag. 2007. ISBN 978-3-938845-17-2 （德语）.

| 军职                                   | 军职                                          | 军职                               |
| -------------------------------------- | --------------------------------------------- | ---------------------------------- |
| 前任： 约阿希姆·莱梅尔森装甲兵上将     | 第5裝甲師师长 1940年11月25日 – 1942年8月10日  | 繼任： 爱德华·梅斯中将             |
| 前任： 萊奧·蓋爾·馮·施韋彭堡装甲兵上将 | 第20装甲军军长 1942年9月30日 - 1942年11月13日 | 繼任： 西格弗里德·亨利奇装甲兵上将 |
| 前任： 恩斯特·冯·莱瑟步兵上将          | 第26军军长 1943年7月1日 – 1943年8月19日       | 繼任： 恩斯特·冯·莱瑟步兵上将      |
| 前任： 保罗·巴德步兵上将               | 第21山地军军长 1943年10月10日 – 1944年7月31日 | 繼任： 恩斯特·冯·莱瑟步兵上将      |
| 前任： 恩斯特·冯·莱瑟步兵上将          | 第15山地军军长 1944年8月1日 – 1945年5月8日    | 繼任： 无 于1945年5月8日解散       |